# Chiara Scarabelli
Chiara Scarabelli est une joueuse italienne de volley-ball née le 8 septembre 1993 à Codogno. Elle mesure 1,82 m et joue au poste de réceptionneuse-attaquante. Elle totalise 14 sélections en équipe d'Italie.

## Clubs
| Club                  | Pays   | De        | À         |
| --------------------- | ------ | --------- | --------- |
| Vigolzone             | Italie | 2004-2005 | 2004-2005 |
| Farnesiana Piacenza   | Italie | 2005-2006 | 2005-2006 |
| River Volley Piacenza | Italie | 2006-2007 | 2006-2007 |
| Club Italia           | Italie | 2007-2008 | 2007-2008 |
| Asystel Volley        | Italie | 2008-2009 | 2009-2010 |
| River Volley Piacenza | Italie | 2010-2011 | 2011-2012 |
| Universal Modena      | Italie | 2012-2013 | …         |

## Palmarès

### Équipe nationale
- Championnat d'Europe des moins de 20 ans
  - Vainqueur : 2010
- Championnat du monde des moins de 20 ans
  - Vainqueur : 2011

### Clubs
- Coupe de la CEV 
  - Vainqueur : 2009